# 空白記号
空白記号は、コマンドでの入力内容を書籍などで表現する時のスペース（空白）入力を表す目的や、プログラミング言語でのスペースを明示する目的で使用される下線（アンダースコア）の両脇に上に伸びる縦線のついた空箱のような記号である。
携帯電話などのボタンやスマートフォンなどのタッチキーボードでもスペースをあらわすことに用いられる。
空白文字自体のことではない。
プログラミング言語などの表現においては、スペースを表現する手法として「△」や「•」を空白記号の代わりに使用することもある。
　

## 使用例
- コマンドの入力例1（DOS）

```
C:\>COPY
␣
A.TXT
␣
B.TXT
```

- コマンドの入力例2（UNIX）

```
% cp
␣
a
␣
b
```

- プログラミング言語の例(C言語)

```
#include
␣
<stdio.h>
```

- マークアップ言語の例(HTML)

```
<
a
␣
href="http
:
//ja.wikipedia.org/"
>
Wikipedia
<
/a
>
```

- 空白を含めた文字列の例

```
苗字
␣
␣
␣
名前
```

- 英語の表記の例

```
Happy
␣
new
␣
year!
```

## 符号位置
| 記号 | Unicode | JIS X 0213 | 文字参照         | 名称     |
| ---- | ------- | ---------- | ---------------- | -------- |
| ␣    | U+2423  | 1-7-93     | &#x2423; &#9251; | 空白記号 |